# Ryū no Haisha
Ryū no Haisha (龍の歯医者?), también conocido como The Dragon Dentist, es un corto animado escrito y dirigido por Ōtarō Maijō. En febrero de 2017 fueron emitidos dos episodios especiales basados en el guion original y dirigidos por Kazuya Tsurumaki.

## Sinopsis
Nonoko es una de las nuevas dentistas del dragón, quien es el guardián de su país. Su objetivo, junto con sus compañeros, es limpiar las bacterias que surgen entre sus dientes. En tiempos de guerra con el país vecino, Nonoko encuentra entre los dientes del dragón a Bell, un joven soldado del país enemigo.

## Personajes
Nonoko Kishii
Seiyū: Fumika Shimizu
Es una joven de 15 años. Aceptó tomar el examen para ser dentista al saber que, si pasaba, podía comer cuanta comida deliciosa quisiera hasta reventar. Es elegida por el dragón para ser dentista y toma su trabajo muy en serio. Acepta a Bell como su aprendiz.
Bellnard "Bell" Octavius
Seiyū: Nobuhiko Okamoto
Es un joven soldado de 17 años del país Serpenada, en guerra con el país del Dragón. Aparece misteriosamente entre los dientes del dragón.
Yotoshio Godo
Seiyū: Kōichi Yamadera
Es el líder de los Dentistas de Dragones y el senpai de Nonoko. Él y Shibana son los dentistas más antiguos del grupo.
Shibana Natsume
Seiyū: Megumi Hayashibara
También del grupo de dentistas, al ser una de las más antiguas es llamada "Nee-san" (hermana mayor) por respeto. En el incidente "Tengu", ocurrido hace 12 años, perdió a su amado Takemoto.
Salvatore Blanco
Seiyū: Suzuki Matsuo
Es el capitán del escuadrón mercenario militar de Serpenada, al cual Bell perteneció.
Arisugawa
Seiyū: Kaori Nazuka

## Medios de comunicación

### ONA
Como parte del proyecto Japan Animator Expo, en el Tokyo International Film Festival celebrado en octubre de 2014, fue lanzado el corto animado escrito y dirigido por Ōtarō Maijō. Luego, durante un tiempo, estuvo disponible en el sitio web de Japan Animator Expo.

### Especiales
En febrero de 2017 han sido lanzados dos episodios especiales basados en el corto de 2014. La banda sonora estuvo a cargo de RINKU con Bokura ga Tabi ni Deru Riyū (ぼくらが旅に出る理由).

#### Equipo de producción
- Director: Kazuya Tsurumaki
- Guionistas: Otaro Maijo y Yōji Enokido
- Diseño de personajes: Syūichi Iseki
- Director de sonido: Hideaki Anno
- Productores ejecutivos: Hideaki Anno y Nobuo Kawakami